# Carlos Garcés
Carlos Garcés (* 25. Dezember 1900 in San Luis de la Paz, Guanajuato; † 21. September 1980 in Churubusco) war ein mexikanischer Fußballspieler auf der Position des rechten Außenstürmers. Garcés gilt als der Erfinder des Chiquitibum.

## Leben
1923 gehörte Garcés zum Kader des Club América, der bei seiner Reise im Januar 1923 nach Guatemala die mexikanische Nationalmannschaft verkörperte, als drei Testspiele gegen den südlichen Nachbarn ausgetragen wurden, in denen Garcés stets mitwirkte. Auch beim Gegenbesuch der Guatemalteken im Dezember 1923, als es noch einmal drei Spiele gegeneinander gab, bestritt Garcés alle Begegnungen und erzielte darüber hinaus sogar zwei Tore; eins beim 2:0-Sieg am 12. Dezember und ein weiteres beim 3:3 am 16. Dezember 1923.
Ferner kam Garcés auch beim olympischen Fußballturnier des Jahres 1928 in beiden Spielen der Mexikaner gegen Spanien (1:7) und Chile (1:3) zum Einsatz, so dass er alle acht Länderspiele bestritt, die „El Tri“ in den 1920er Jahren absolvierte.
Während dieser Zeit stand Garcés ausschließlich beim Club América unter Vertrag und gehörte somit zum Kader der Meistermannschaft in der erfolgreichsten Epoche der Americanistas vor Einführung des Profifußballs, als zwischen 1925 und 1928 vier Meistertitel in Folge gewonnen wurden.
In seinem Hauptberuf war Garcés Zahnarzt. Mitte der 1920er Jahre wurde er von der in Jasso ansässigen Compañía Manufacturera de Cemento Portland “La Cruz Azul” zur Ausübung medizinischer Dienste angestellt. Zur damaligen Zeit wurde von einigen Angestellten auf dem firmeneigenen Sportplatz Baseball gespielt. Der fußballbegeisterte Garcés führte dort auch eine Fußballmannschaft ein und weil nur ein Sportplatz vorhanden war, auf dem schlecht dauerhaft zwei unterschiedliche Sportarten praktiziert werden konnten, gelang es ihm, bei der Firmenleitung durchzusetzen, dass unter den Arbeitern eine Abstimmung durchgeführt wurde, ob man lieber Fußball oder Baseball spielen wolle. Dabei votierten die vorwiegend mexikanischen Arbeiter für den Fußball. So wurde der Baseballplatz in einen Fußballplatz umgewandelt und Garcés fungierte als Trainer der ersten Stunde. So entstand am 27. März 1927 die Fußballmannschaft CD Cruz Azul, die heute einer der beiden großen Hauptstadtrivalen des ebenfalls von Garcés mitbegründeten Club América ist.

## Erfolge
- Mexikanischer Meister: 1924/25, 1925/26, 1926/27, 1927/28